# Marek Gos
Marek Gos (ur. 22 listopada 1969 w Łopusznie) – polski polityk, samorządowiec, przewodniczący Sejmiku Województwa Świętokrzyskiego, członek zarządu województwa świętokrzyskiego II i III kadencji, poseł na Sejm VII kadencji.

## Życiorys
Pochodzi ze wsi Ruda Strawczyńska w gminie Strawczyn. Jest absolwentem III Liceum Ogólnokształcącego im. Cypriana Kamila Norwida w Kielcach. Następnie ukończył studia z zakresu rolnictwa na Akademii Rolniczej w Lublinie, a także studia z zakresu administracji w Wyższej Szkole Handlowej w Kielcach. 20 lutego 2013 obronił doktorat poświęcony pszenicy jarej na Uniwersytecie Przyrodniczym w Lublinie, uzyskując stopień doktora nauk rolniczych w zakresie agronomii.
W latach 1993–1998 pełnił funkcję prezesa Związku Gmin Rolniczych i Ekologicznych EKOROL w Kielcach. W latach 1998–2002 był członkiem rady i zarządu powiatu kieleckiego. Z kolei w latach 2002–2010 był radnym sejmiku oraz członkiem zarządu województwa świętokrzyskiego. W 2010 ponownie został wybrany na radnego województwa, objął funkcję przewodniczącego Sejmiku Województwa Świętokrzyskiego IV kadencji. W wyborach parlamentarnych w 2011 bez powodzenia startował z listy Polskiego Stronnictwa Ludowego w okręgu kieleckim do Sejmu, otrzymując 4131 głosów. Mandat posła VII kadencji objął jednak w związku z rezygnacją złożoną przez Adama Jarubasa. Został m.in. przewodniczącym Komisji Nadzwyczajnej do rozpatrzenia projektów ustaw z zakresu prawa spółdzielczego.
W wyborach w 2015 nie uzyskał poselskiej reelekcji. 3 lutego 2016 został wybrany na stanowisko wiceprezesa zarządu Wojewódzkiego Funduszu Ochrony Środowiska i Gospodarki Wodnej w Kielcach. W 2018 w wyborach samorządowych bez powodzenia kandydował na wójta gminy Strawczyn. Od listopada 2017 do czerwca 2019 był wiceprezesem zarządu Funduszu Pożyczkowego Województwa Świętokrzyskiego.

## Odznaczenia
W 2004 otrzymał Srebrny, a w 2010 Złoty Krzyż Zasługi.

## Życie prywatne
Syn Grażyny i Stanisława. Jest żonaty z Bogusławą, ma dwie córki.